# Jestřábí žena
Jestřábí žena (anglicky: Ladyhawke) je americký film typu fantasy z roku 1985 režírovaný Richardem Donnerem.

## Děj
Příběh se odehrává ve středověku. Zloděj Filip Gaston uteče z aquilského vězení a je chycen rytířem Etiennem Navarrem, kterého doprovází jestřáb. Společně putují krajem, až jednoho dne Filip zjistí, že rytíř Navarre se v noci mění ve vlka, zatímco z jestřába se stává žena. Navarre Gastonovi vypráví svůj příběh, že jestřáb je zakletá žena Isabeau, která se do Navarra zamilovala. Protože ale Isabeau chtěl pro sebe Aquilský biskup, oba proklel, aby se už nikdy nemohli setkat v lidské podobě. Navarre se tak přes noc mění ve vlka a z Isabeu je přes den jestřáb. Při svítání nebo západu slunce se mohou pouze na chvilku vidět, ale nemohou se vzájemně dotknout. Proto spolu putují za mnichem, který ví, jak prokletí zlomit. Mnich už jednou Navarra zradil, ale tentokrát mu poradí. Navarre s Isabeau musí stanout před biskupem během zatmění slunce. To se jim nakonec podaří a kletbu se podaří zlomit.

## Obsazení
| Rutger Hauer                            | kapitán Etienne Navarre  |
| Michelle Pfeifferová                    | Isabeau d'Anjou          |
| Matthew Broderick                       | Filip Gaston             |
| Leo McKern                              | otec Imperius            |
| John Wood                               | biskup z Aquily          |
| Alfred Molina                           | Cezar                    |
| Giancarlo Prete                         | Fornac                   |
| Charles Borromel                        | šílený vězeň             |
| Venantino Venantini                     | biskupův sekretář        |
| Giovanni Cianfriglia                    | jeden z Fornacových mužů |
| Ken Hutchison                           | Marquet                  |
| Loris Loddi                             | Jehan                    |
| Alessandro Serra                        | pan Pitou                |
| Massimo Sarchielli                      | hostinský                |
| Nicolina Papetti                        | paní Pitou               |
| Russel Case jako Russell Kase           | poručík                  |
| Donald Hodson jako Don Hudson           | strážný na voze          |
| Gregory Snegoff                         | vozka                    |
| Gaetano Russo                           | strážce ve vězení        |
| Rod Dana                                | strážce u městské brány  |
| Stefano Horowitzo                       | biskupův osobní strážce  |
| Paul Tuerpe                             | strážce                  |
| Marcus Beresford jako Marcus Berensford | ministrant               |
| Valerie O'Brian jako Valerie O'Brien    | rolnická dívka           |
| Nanà Cecchi                             | biskupova žena           |
| Elettra Baldassarri                     |                          |
| Omero Capanna                           | Francesco                |
| Giuseppe Marrocco                       | Prete                    |
| Paolo Merosi                            | ministrant               |
| Jurgen Morhofer                         |                          |
| Benito Stefanelli                       | biskupův strážný         |

## Další informace
- Autor námětu, Edward Khamara, po čase vyvrátil tvrzení producentů, že jde o ztvárnění existující legendy. Přiznal, že ho příběh napadl při odpoledním joggingu.
- Kritici ocenili práci s kamerou, záběry italské krajiny i odklon od akčních bojových scén obvyklých v tehdy produkovaných fantasy filmech.[1]
- Filmová citadela Aquila je severoitalský hrad Torrechiara; sídlo mnicha Imperia jsou ruiny hradu Rocca Calascio